# Sichów (gromada)
Sichów – dawna gromada, czyli najmniejsza jednostka podziału terytorialnego Polskiej Rzeczypospolitej Ludowej w latach 1954–1972.
Gromady, z gromadzkimi radami narodowymi (GRN) jako organami władzy najniższego stopnia na wsi, funkcjonowały od reformy reorganizującej administrację wiejską przeprowadzonej jesienią 1954 do momentu ich zniesienia z dniem 1 stycznia 1973, tym samym wypierając organizację gminną w latach 1954–1972.
Gromadę Sichów z siedzibą GRN w Sichowie (obecnie są to dwie miejscowości: Sichów Duży i Sichów Mały) utworzono – jako jedną z 8759 gromad na obszarze Polski – w powiecie buskim w woj. kieleckim, na mocy uchwały nr 13a/54 WRN w Kielcach z dnia 29 września 1954. W skład jednostki weszły obszary dotychczasowych gromad Sichów Duży, Sichów Mały, Podborek, Święcica i Tuklęcz ze zniesionej gminy Oględów oraz wieś i kolonia Bydłowa z dotychczasowej gromady Bydłowa ze zniesionej gminy Oleśnica w tymże powiecie.
Dwa dni później, 1 października 1954, gromada weszła w skład nowo utworzonego powiatu staszowskiego w tymże województwie, gdzie ustalono dla niej 21 członków gromadzkiej rady narodowej.
31 grudnia 1961 do gromady Sichów przyłączono obszar zniesionej gromady Wilkowa.
Gromada przetrwała do końca 1972 roku, czyli do kolejnej reformy gminnej.